# 天文航海
天文航行指通过天文观测推算船只位置的航海导航方法。航行者通过六分仪测量极星高度可以推算出所在地纬度；观测星体的地方时角并配合天文钟计算经度，从而完成海上定位。天文航海具有全球覆盖、误差稳定、独立性好的优点；但受天气影响较大。